# Морфасо
Морфа̀со (на италиански: Morfasso, на местен диалект Murfàs, Мурфас) е село и община в северна Италия, провинция Пиаченца, регион Емилия-Романя. Разположено е на 631 m надморска височина. Населението на общината е 1131 души (към 2010 г.).